# Gallegos del Pan
Gallegos del Pan és un municipi de la província de Zamora, a la comunitat autònoma de Castella i Lleó. Limita al sud amb Algodre, a l'oest amb Molacillos, al Nord-oest amb Benegiles i al Nord-est amb Villalube.

## Política
| Període      | Nom de l'alcalde/-essa    | Partit polític | Data de possessió |
| ------------ | ------------------------- | -------------- | ----------------- |
| 1979 - 1983  | Pedro Pastor Ratón        | PP             | 19/04/1979        |
| 1983 - 1987  | Narciso Pastor Pastor     | PP             | 28/05/1983        |
| 1987 - 1991  | Honorato Domínguez Masero | PSOE           | 30/06/1987        |
| 1991 - 1995  | Honorato Domínguez Masero | PSOE           | 15/06/1991        |
| 1995 - 1999  | Urbano Pastor Manteca     | PP             | 17/06/1995        |
| 1999 - 2003  | Urbano Pastor Manteca     | PP             | 03/07/1999        |
| 2003 - 2007  | Urbano Pastor Manteca     | PP             | 14/06/2003        |
| 2007 - 2011  | Jesús María Baz Martín    | PSOE           | 16/06/2007        |
| 2011 - 2015  | n/d                       | n/d            | 11/06/2011        |
| 2015 - 2019  | n/d                       | n/d            | 13/06/2015        |
| 2019 - 2023  | n/d                       | n/d            | 15/06/2019        |
| Des del 2023 | n/d                       | n/d            | 17/06/2023        |

## Demografia

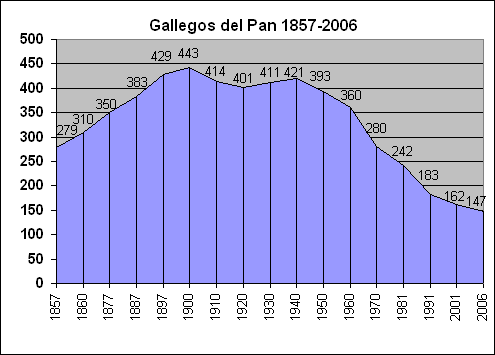
Evolució demogràfica 1857-2006

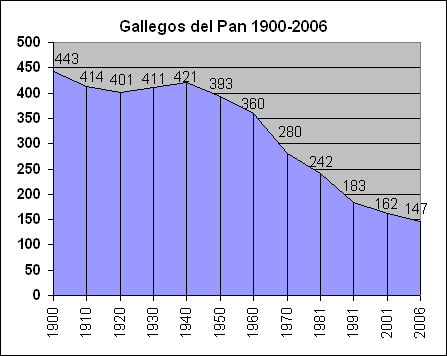
Evolució demogràfica 1900-2006

| Evolució demogràfica a Gallegos del Pan 1857-2006 | Evolució demogràfica a Gallegos del Pan 1857-2006 | Evolució demogràfica a Gallegos del Pan 1857-2006 | Evolució demogràfica a Gallegos del Pan 1857-2006 | Evolució demogràfica a Gallegos del Pan 1857-2006 | Evolució demogràfica a Gallegos del Pan 1857-2006 | Evolució demogràfica a Gallegos del Pan 1857-2006 | Evolució demogràfica a Gallegos del Pan 1857-2006 | Evolució demogràfica a Gallegos del Pan 1857-2006 | Evolució demogràfica a Gallegos del Pan 1857-2006 | Evolució demogràfica a Gallegos del Pan 1857-2006 | Evolució demogràfica a Gallegos del Pan 1857-2006 | Evolució demogràfica a Gallegos del Pan 1857-2006 | Evolució demogràfica a Gallegos del Pan 1857-2006 | Evolució demogràfica a Gallegos del Pan 1857-2006 | Evolució demogràfica a Gallegos del Pan 1857-2006 | Evolució demogràfica a Gallegos del Pan 1857-2006 | Evolució demogràfica a Gallegos del Pan 1857-2006 | Evolució demogràfica a Gallegos del Pan 1857-2006 | Evolució demogràfica a Gallegos del Pan 1857-2006 | Evolució demogràfica a Gallegos del Pan 1857-2006 | Evolució demogràfica a Gallegos del Pan 1857-2006 |
| 1857                                              | 1860                                              | 1877                                              | 1887                                              | 1897                                              | 1900                                              | 1910                                              | 1920                                              | 1930                                              | 1940                                              | 1950                                              | 1960                                              | 1970                                              | 1981                                              | 1991                                              | 2001                                              | 2002                                              | 2003                                              | 2004                                              | 2005                                              | 2006                                              | 2007                                              |
| ------------------------------------------------- | ------------------------------------------------- | ------------------------------------------------- | ------------------------------------------------- | ------------------------------------------------- | ------------------------------------------------- | ------------------------------------------------- | ------------------------------------------------- | ------------------------------------------------- | ------------------------------------------------- | ------------------------------------------------- | ------------------------------------------------- | ------------------------------------------------- | ------------------------------------------------- | ------------------------------------------------- | ------------------------------------------------- | ------------------------------------------------- | ------------------------------------------------- | ------------------------------------------------- | ------------------------------------------------- | ------------------------------------------------- | ------------------------------------------------- |
| 279                                               | 310                                               | 350                                               | 383                                               | 429                                               | 443                                               | 414                                               | 401                                               | 411                                               | 421                                               | 393                                               | 360                                               | 280                                               | 242                                               | 183                                               | 162                                               | 158                                               | 156                                               | 159                                               | 154                                               | 147                                               | 141                                               |